# Guitare populaire du Chili
Guitare populaire du Chili o Guitarra popular chilena es el décimo séptimo álbum de estudio del cantautor chileno Ángel Parra como solista, lanzado originalmente en Francia en 1978, bajo la licencia de DICAP, país donde vivió luego de haber sido exiliado de Chile producto de la dictadura militar, y posteriormente relanzado en Chile el año 1996 en formato de casete y disco compacto, con algunos pequeños cambios en la carátula y las canciones.
En la carátula original del disco, escrita en francés, Ángel explica la procedencia de cada una de las canciones que conforman el disco.

## Lista de canciones
| Cara 1 |                                                  |                          |          |  |
| N.º    | Título                                           | Música                   | Duración |  |
| 1.     | «Improvisación por solfa»                        | Ángel Parra              | 4:25     |  |
| 2.     | «El joven Sergio»                                | Violeta Parra            | 1:50     |  |
| 3.     | «El cigarrito y El arado» (versión instrumental) | Víctor Jara              | 5:35     |  |
| 4.     | «Ausencia»                                       | tradicional chilena      | 2:40     |  |
| 5.     | «Sobre periconas y malambos»                     | tradicional, Ángel Parra | 3:50     |  |
| 18:20  |                                                  |                          |          |  |

| Cara 2 |                                                  |                     |          |  |
| N.º    | Título                                           | Música              | Duración |  |
| 6.     | «Tres palabras»                                  | Violeta Parra       | 3:10     |  |
| 7.     | «Qué pena siente el alma» (versión instrumental) | tradicional chilena | 2:00     |  |
| 8.     | «A los caídos» (o «A mi padre»)                  | Ángel Parra         | 3:20     |  |
| 9.     | «Casamiento de negros» (versión instrumental)    | Violeta Parra       | 2:50     |  |
| 10.    | «Cuecas punteadas»                               | tradicional chilena | 3:05     |  |
| 14:25  |                                                  |                     |          |  |

## Créditos
- Studio Résonnance: registro
- Joseph Prudon: ingeniero de sonido
- Marie-Josée Vilar: traducción al francés
- Roland/Michel: grabación
- Éric Madelaine: fotografía
- Gilbert Absil: maqueta